# Addlestone
Addlestone es una villa del distrito de Runnymede, en el condado de Surrey (Inglaterra). Forma parte del área urbana del Gran Londres.

## Geografía
Según la Oficina Nacional de Estadística británica, Addlestone tiene una superficie de 3,09 km².

## Demografía
Según el censo de 2001, Addlestone tenía 14 652 habitantes (48,38% varones, 51,62% mujeres) y una densidad de población de 4741,75 hab/km². El 19,27% eran menores de 16 años, el 72,44% tenían entre 16 y 74 y el 8,29% eran mayores de 74. La media de edad era de 39,22 años.
El 88,59% eran originarios de Inglaterra y el 3,64% de otras naciones constitutivas del Reino Unido, mientras que el 3,53% eran del resto de países europeos y el 4,25% de cualquier otro lugar. Según su grupo étnico, el 96,83% de los habitantes eran blancos, el 1,01% mestizos, el 0,99% asiáticos, el 0,31% negros, el 0,54% chinos y el 0,31% de cualquier otro. El cristianismo era profesado por el 77,1%, el budismo por el 0,29%, el hinduismo por el 0,37%, el judaísmo por el 0,22%, el islam por el 0,41%, el sijismo por el 0,12% y cualquier otra religión por el 0,25%. El 14,6% no eran religiosos y el 6,65% no marcaron ninguna opción en el censo.
Del total de habitantes con 16 o más años, el 29,29% estaban solteros, el 50,68% casados, el 2,39% separados, el 8,79% divorciados y el 8,83% viudos. Había 6343 hogares con residentes, de los cuales el 31,79% estaban habitados por una sola persona, el 7,53% por padres solteros con o sin hijos dependientes, el 36,46% por parejas casadas y el 10,56% sin casar, con o sin hijos dependientes en ambos casos, el 8,18% por jubilados y el 5,47% por otro tipo de composición. Además, había 132 hogares sin ocupar y 6 eran alojamientos vacacionales o segundas residencias.